# Corynophora argentifascia
Corynophora argentifascia är en fjärilsart som beskrevs av George Francis Hampson 1919. Corynophora argentifascia ingår i släktet Corynophora och familjen Crambidae. Inga underarter finns listade i Catalogue of Life.